# Park Pilczycki

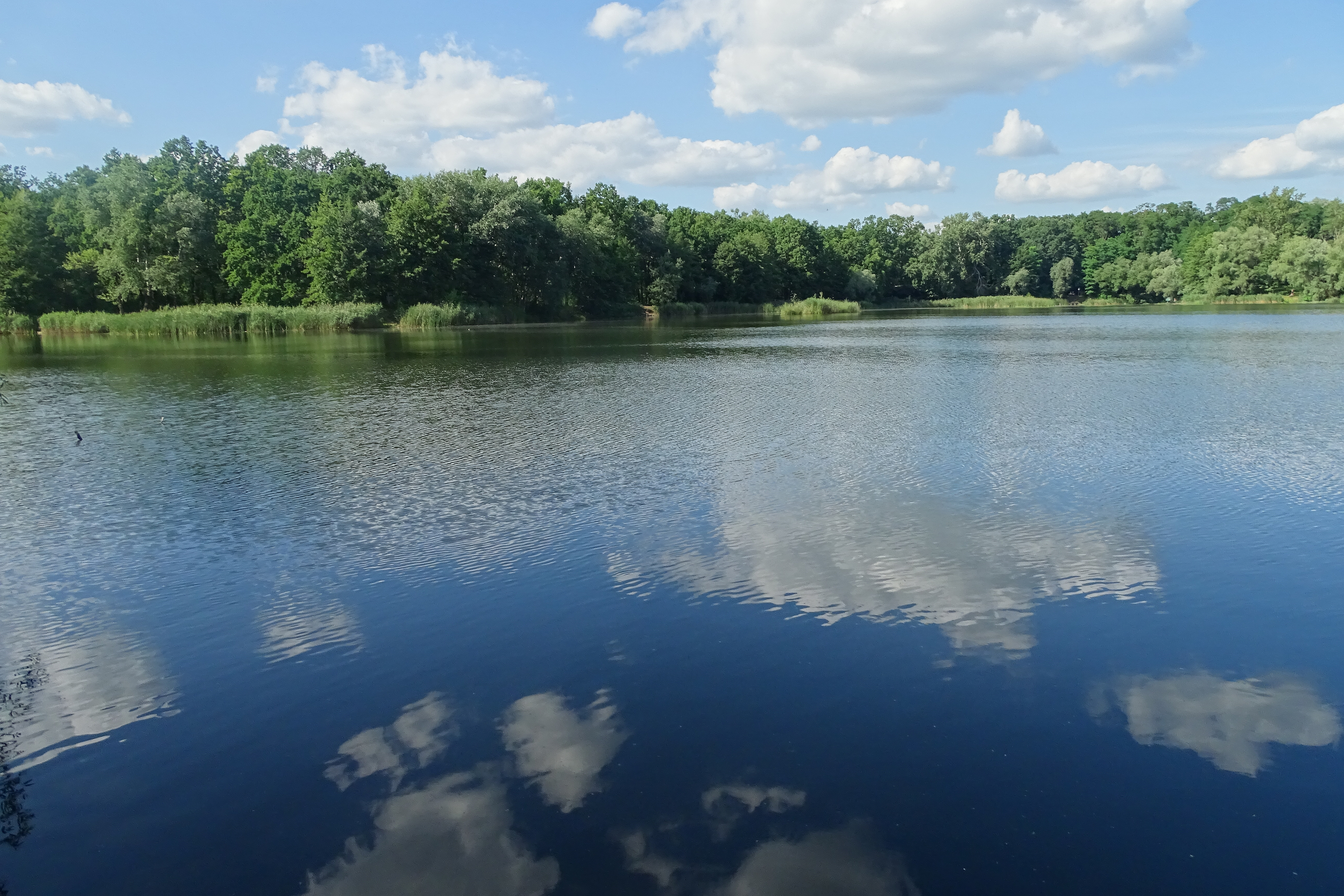
Park Pilczycki i Staw Pilczycki, widok z południowego brzegu stawu.

Park Pilczycki – park we Wrocławiu o charakterze lasu łęgowego, znajdujący się na osiedlu Pilczyce, w dolinie rzeki Ślęzy, na terenie dawnych wyrobisk gliny (tzw. glinianek).
Park od zachodu ograniczony jest rzeką Ślęzą bezpośrednio za którą znajduje się Stadion Miejski, od północy ul. Pilczycką, od wschodu ul. Koszykarską, a od południa ul. Lotniczą.
Po II wojnie zaprzestano eksploatacji gliny, a pod koniec lat sześćdziesiątych XX wieku w miejscu dawnego młyna przy ul. Mącznej 5 powstała elektrownia wodna. Kilka lat później na południowym brzegu glinianki wybudowano osiedle bloków z betonowych płyt. W samym parku po działalności człowieka zostały zaledwie nikłe ślady – murowane studnie zbierające wodę, zamulony rów odwadniający, resztki po groblach. Zbiorniki wodne znajdujące się w parku to dawne miejsca eksploatacji gliny. O glinie w podłożu świadczy utrzymująca się w wielu miejscach, również na wzniesieniach, woda.
Utrudniająca poruszanie się woda była również główną przyczyną dziczenia, lub tzw. renaturyzacji terenu. Pomiędzy gliniankami wyrosły topole, wierzby, olchy, dęby, lipy, jawory, brzozy, jesiony i wiązy. Spośród krzewów pojawiły się czeremcha, dereń, bez czarny, tarnina i głogi, a na zbiornikach wodnych zbiorowiska szuwarowe oraz zespoły drobnych roślin wolnopływających.
Dla ptactwa najistotniejszy jest Staw Pilczycki, duża glinianka, w której żyją ryby. Jej powierzchnia oraz rosnące tu trzciny stwarzają optymalne warunki dla lęgów perkoza dwuczubego, łabędzia niemego, kaczki krzyżówki, łyski, mewy śmieszki, trzcinniczka. Z kolei dla płazów najcenniejsze są małe, zaciszne zbiorniki położone głębiej w parku. Spotyka się tu żabę wodną, żabę jeziorkową, żabę moczarową, kumaka nizinnego, traszkę zwyczajną oraz zaskrońca. Żyją tu także bobry. Wszystkie te gatunki podlegają ochronie.
Po powodzi w 1997 roku wykopano rów odprowadzający nadmiar wody z parku do Ślęzy.